# Gbelce
Gbelce (en hongrois : Köbölkút) est une commune du district de Nové Zámky, dans la région de Nitra, en Slovaquie.

## Histoire
La première mention écrite du village date de 1290.

## Démographie

### Évolution de la population
| Année:               | 1994. | 2004.   | 2014.   | 2024.   |
| -------------------- | ----- | ------- | ------- | ------- |
| Nombre de personnes: | 2410  | 2259    | 2220    | 2051    |
| Différence:          |       | -6,26 % | -1,72 % | -7,61 % |

| Année:               | 2023. | 2024.   |
| -------------------- | ----- | ------- |
| Nombre de personnes: | 2067  | 2051    |
| Différence:          |       | -0,77 % |